# Campeonato Masculino Sub-17 da CONCACAF
O Campeonato da CONCACAF de Futebol Sub-17 é um campeonato de futebol organizado pela Confederação de Futebol da América do Norte, Central e Caribe (CONCACAF), realizado desde 1996 para jogadores com até 17 anos de idade. O torneio é disputado a cada dois anos e, desde 2009, o torneio assumiu formato de campeonato em que todos os quatro semifinalistas eram classificados para o Campeonato Mundial Sub-17 da FIFA.
No ano de 2009 o torneio foi interrompido devido ao surto de gripe suína no México. A fase final não foi disputada como resultado do cancelamento, e terminou o torneio com quatro equipes classificadas para a Copa do Mundo Sub-17 de 2009, sem determinação de um campeão regional. Até 1988, o torneio era realizado com equipes Sub-16.

## Resultados

### Torneio Sub-16
| Ano           | Sede              |                | Classificação Final | Classificação Final | Classificação Final | Classificação Final |
| Ano           | Sede              | Campeão        | Vice                | 3º Lugar            | 4º Lugar            |                     |
| ------------- | ----------------- | -------------- | ------------------- | ------------------- | ------------------- | ------------------- |
| 1983 Detalhes | Trinidad e Tobago | Estados Unidos | Trinidad e Tobago   | México              | Honduras            |                     |

### Campeonato Sub-16
| Ano           | Sede              |                | Classificação Final | Classificação Final | Classificação Final | Classificação Final |
| Ano           | Sede              | Campeão        | Vice                | 3º Lugar            | 4º Lugar            |                     |
| ------------- | ----------------- | -------------- | ------------------- | ------------------- | ------------------- | ------------------- |
| 1985 Detalhes | México            | México         | Costa Rica          | Canadá              | Honduras            |                     |
| 1987 Detalhes | Honduras          | México         | Estados Unidos      | Costa Rica          | Honduras            |                     |
| 1988 Detalhes | Cuba              | Cuba           | Estados Unidos      | Canadá              | Trinidad e Tobago   |                     |
| 1991 Detalhes | Trinidad e Tobago | México         | Estados Unidos      | Cuba                | Trinidad e Tobago   |                     |
| 1992 Detalhes | Cuba              | Estados Unidos | México              | Canadá              | Cuba                |                     |
| 1994 Detalhes | El Salvador       | Costa Rica     | Estados Unidos      | Canadá              | México              |                     |

### Campeonato Sub-17
| Ano           | Sede              |         | Classificação Final | Classificação Final | Classificação Final | Classificação Final |
| Ano           | Sede              | Campeão | Vice                | 3º Lugar            | 4º Lugar            |                     |
| ------------- | ----------------- | ------- | ------------------- | ------------------- | ------------------- | ------------------- |
| 1996 Detalhes | Trinidad e Tobago | México  | Estados Unidos      | Costa Rica          | Canadá              |                     |

### Torneio Sub-17
| 1999 Detalhes | El Salvador (A)    | México         | Estados Unidos |
| 1999 Detalhes | Jamaica (B)        | Jamaica        | Estados Unidos |
| 2001 Detalhes | Honduras (A)       | Costa Rica     | —              |
| 2001 Detalhes | Estados Unidos (B) | Estados Unidos | —              |
| 2003 Detalhes | Canadá (A)         | Costa Rica     | México         |
| 2003 Detalhes | Guatemala (B)      | Estados Unidos | México         |
| 2005 Detalhes | Costa Rica (A)     | Estados Unidos | Costa Rica     |
| 2005 Detalhes | México (B)         | México         | Costa Rica     |
| 2007 Detalhes | Honduras (A)       | Haiti          | —              |
| 2007 Detalhes | Jamaica (B)        | Costa Rica     | —              |

### Campeonato Sub-17
| 2009 Detalhes | México         | México         | Estados Unidos | Honduras                  | Costa Rica                |               |
| Ano           | Sede           |                |                |                           |                           |               |
| Ano           | Sede           | Campeão        | Vice           | 3º Lugar                  | 4º Lugar                  |               |
| 2011 Detalhes | Jamaica        | Estados Unidos | Canadá         | Panamá                    | Jamaica                   |               |
| 2013 Detalhes | Panamá         | México         | Panamá         | Canadá                    | Honduras                  |               |
| 2015          | Honduras       | México         | Honduras       | Costa Rica Estados Unidos | Costa Rica Estados Unidos |               |
| 2017          | Panamá         | México         | Estados Unidos | Costa Rica Honduras       | Costa Rica Honduras       |               |
| 2019 Detalhes | Estados Unidos | México         | Estados Unidos | Canadá Haiti              | Canadá Haiti              |               |
| 2023 Detalhes | Guatemala      |                | México         | Estados Unidos            | Canadá Panamá             | Canadá Panamá |

## Títulos por país
| Seleção           | Títulos                                                  | Vices                                              |
| ----------------- | -------------------------------------------------------- | -------------------------------------------------- |
| México            | 9 (1985, 1987, 1991, 1996, 2013, 2015, 2017, 2019, 2023) | 1 (1992)                                           |
| Estados Unidos    | 3 (1983, 1992, 2011)                                     | 8 (1987, 1988, 1991, 1994, 1996, 2017, 2019, 2023) |
| Costa Rica        | 1 (1994)                                                 | 1 (1985)                                           |
| Cuba              | 1 (1988)                                                 |                                                    |
| Trinidad e Tobago |                                                          | 1 (1983)                                           |
| Canadá            |                                                          | 1 (2011)                                           |
| Panamá            |                                                          | 1 (2013)                                           |
| Honduras          |                                                          | 1 (2015)                                           |

Nota: não computados os anos entre 1999 e 2007.